# Momignies
Momignies (in piccardo Momgniye) è un comune belga di 5 140 abitanti, situato nella provincia vallona dell'Hainaut.
Il suo territorio comunale ospita la sorgente del fiume Helpe Majeure.